# Ronny Sigde
Ronny Sigde (* 9. října 1960 Oslo, Norsko) je bývalý norský reprezentant v zápase, specializující se na zápas řecko-římský. Jeho největším úspěchem bylo 5. místo na mistrovství světa v roce 1987. V letech 1984 a 1988 startoval na olympijských hrách, kde jak v Los Angeles, tak v Soulu vypadl ve třetím kole.